# Thierry Vigneron
Thierry Vigneron (* 9. března 1960, Gennevilliers) je bývalý francouzský sportovec, atlet, který získal na letních olympijských hrách v Los Angeles 1984 bronzovou medaili ve skoku o tyči.
V roce 1979 získal bronzovou medaili na juniorském mistrovství Evropy v polské Bydhošti. Je trojnásobným halovým mistrem Evropy (1981, 1984, 1987). Mezi jeho další úspěchy patří také stříbro na mistrovství světa v atletice v Římě a stříbro na prvním halovém mistrovství světa v Paříži 1985. Tehdy však šampionát nesl název Světové halové hry. Je bývalým držitelem čtyř světových rekordů pod otevřeným nebem. Jeho halovým osobním rekordem je 585 cm.
Francii reprezentoval na třech letních olympiádách, poprvé v roce 1980 v Moskvě, kde skončil sedmý. O čtyři roky později na olympiádě v Los Angeles vybojoval společně s Američanem Earlem Bellem bronzovou medaili. V roce 1988 na letních hrách v jihokorejském Soulu se umístil na pátém místě společně s krajanem Philippem Colletem. Svoji atletickou kariéru ukončil v roce 1996.

## Přehled vývoje světového rekordu
- 5,72 m – Władysław Kozakiewicz, 11. května 1980, Milán, Itálie
- 5,75 m – Thierry Vigneron, 1. června 1980, Paříž, Francie
- 5,75 m – Thierry Vigneron, 29. června 1980, Lille, Francie
- 5,77 m – Philippe Houvion, 17. července 1980, Paříž, Francie
- 5,78 m – Władysław Kozakiewicz, 30. července 1980, Moskva, Sovětský svaz
- 5,80 m – Thierry Vigneron, 20. června 1981, Mâcon, Francie
- 5,81 m – Vladimir Poljakov, 26. června 1981, Tbilisi, Gruzie
- 5,82 m – Pierre Quinon, 28. srpna 1983, Kolín nad Rýnem, Německo
- 5,83 m – Thierry Vigneron, 1. září 1983, Řím, Itálie
- 5,85 m – Sergej Bubka, 26. května 1984, Bratislava, Československo
- 5,88 m – Sergej Bubka, 2. června 1984, Paříž, Francie
- 5,90 m – Sergej Bubka, 13. července 1984, Londýn, Anglie
- 5,91 m – Thierry Vigneron, 31. srpna 1984, Řím, Itálie
- 5,94 m – Sergej Bubka, 31. srpna 1984, Řím, Itálie